# Taxeotis epigypsa
Taxeotis epigypsa là một loài bướm đêm trong họ Geometridae.